# Peuravaara
Peuravaara, samiska Goddevárri ('vildrensberget'), även kallat Viscaria, är ett lägre berg, lågfjäll, nordväst om Kiruna, vid den norra änden av Luossajärvi. Tidigare förekom brytning av kopparfyndigheter i berget, men numera står sex stycken vindkraftverk kring fjällets topp. Dessa verk syns från Kirunas centrum och utgör en del av fjällsikten i nordvästlig riktning.
Det alternativa namnet Viscaria delas med Pahtohavare och kommer av gruvbolaget LKAB:s dotterbolag Viscaria AB som bröt koppar i de två bergen från början av 1980-talet till mitten av 1990-talet.